# Rochester (Massachusetts)
Pour les articles homonymes, voir Rochester.
Rochester est une ville (town) du comté de Plymouth, dans l'État américain du Massachusetts. Selon le recensement de 2010, la ville compte 5 232 habitants.
À l'origine, Rochester est située dans le Sippican, un territoire nommé ainsi par les Wampanoags qui comprend les établissements de Mattapoisett, Marion et certaines parties de Wareham. La ville est officiellement constituée le 4 juin 1686 et nommée d'après la ville de Rochester, en Angleterre.

## Personnalités notables
- Joseph Bates (1792 - 1872), cofondateur de l'Église adventiste du septième jour
- Tristam Burges (1770 - 1853), député de Rhode Island et professeur à l'université Brown
- David Wing Jr. (1766 - 1806), secrétaire d'État du Vermont